# Matt Hardy
Matthew Moore "Matt" Hardy (nascido em 23 de setembro de 1974) é um lutador profissional americano atualmente contratado pela All Elite Wrestling (AEW). Ele é mais conhecido por seu tempo com a WWE.
Com seu irmão na vida real, Jeff, Hardy ganhou notoriedade na divisão de duplas da WWF durante os anos 2000 devido à sua participação em lutas do TLC. Ele é 14 vezes campeão mundial de duplas, tendo conquistado o Campeonato Mundial de Duplas da WWE seis vezes, o Campeonato de Duplas do Raw da WWE três vezes, o Campeonato de Duplas do SmackDown da WWE, o Campeonato Mundial de Duplas da ROH e o Campeonato de Duplas da WCW uma vez cada, e o Campeonato Mundial de Duplas da TNA duas vezes.
Lutando por quatro décadas separadas, Hardy se manteve relevante parcialmente por meio de uma variedade de truques diferentes e seu uso das mídias sociais. Em 2002, Hardy começou uma carreira solo na WWE. Sua subsequente persona "Version 1" foi nomeada A Melhor Gimmick pelo Wrestling Observer Newsletter. O excêntrico truque "Broken" de Hardy, que ele estreou em 2016 (e que foi renomeado "Woken" após seu subsequente retorno à WWE), recebeu elogios dos críticos de wrestling e lhe rendeu vários prêmios, incluindo um segundo prêmio de Melhor Gimmick, tornando-se um dos personagens mais falados em todo o wrestling. Como lutador individual, Hardy ganhou três campeonatos mundiais (um Campeonato da ECW e dois Campeonato Mundial dos Pesos Pesados da TNA). Tudo somado entre WWE, TNA/Impact e ROH, Hardy conquistou 21 títulos no total.

## Início de vida
Hardy nasceu em Cameron, Carolina do Norte, filho de Gilbert e Ruby Moore Hardy. Ele é o irmão mais velho de Jeff Hardy. Sua mãe morreu de câncer no cérebro em 1987.[carece de fontes?] Hardy jogou beisebol quando criança e durante o ensino médio, mas parou no último ano.[carece de fontes?] Ele também jogou futebol, seja como zagueiro ou como defensor extremo.[carece de fontes?] Hardy era um bom aluno na Colégio União Pines, na Carolina do Norte, e foi indicado para o "Morehead Award", uma bolsa de estudos para qualquer universidade da Carolina do Norte.[carece de fontes?] Hardy frequentou a Universidade da Carolina do Norte em Charlotte, onde se formou em engenharia;[carece de fontes?] depois de um ano, no entanto, ele desistiu devido à doença de seu pai. Ele então frequentou o Faculdade Comunitária de Sandhills em Pinehurst para obter seu diploma de associado.[carece de fontes?]

## Carreira na luta livre profissional

### Início de carreira (1992–2001)

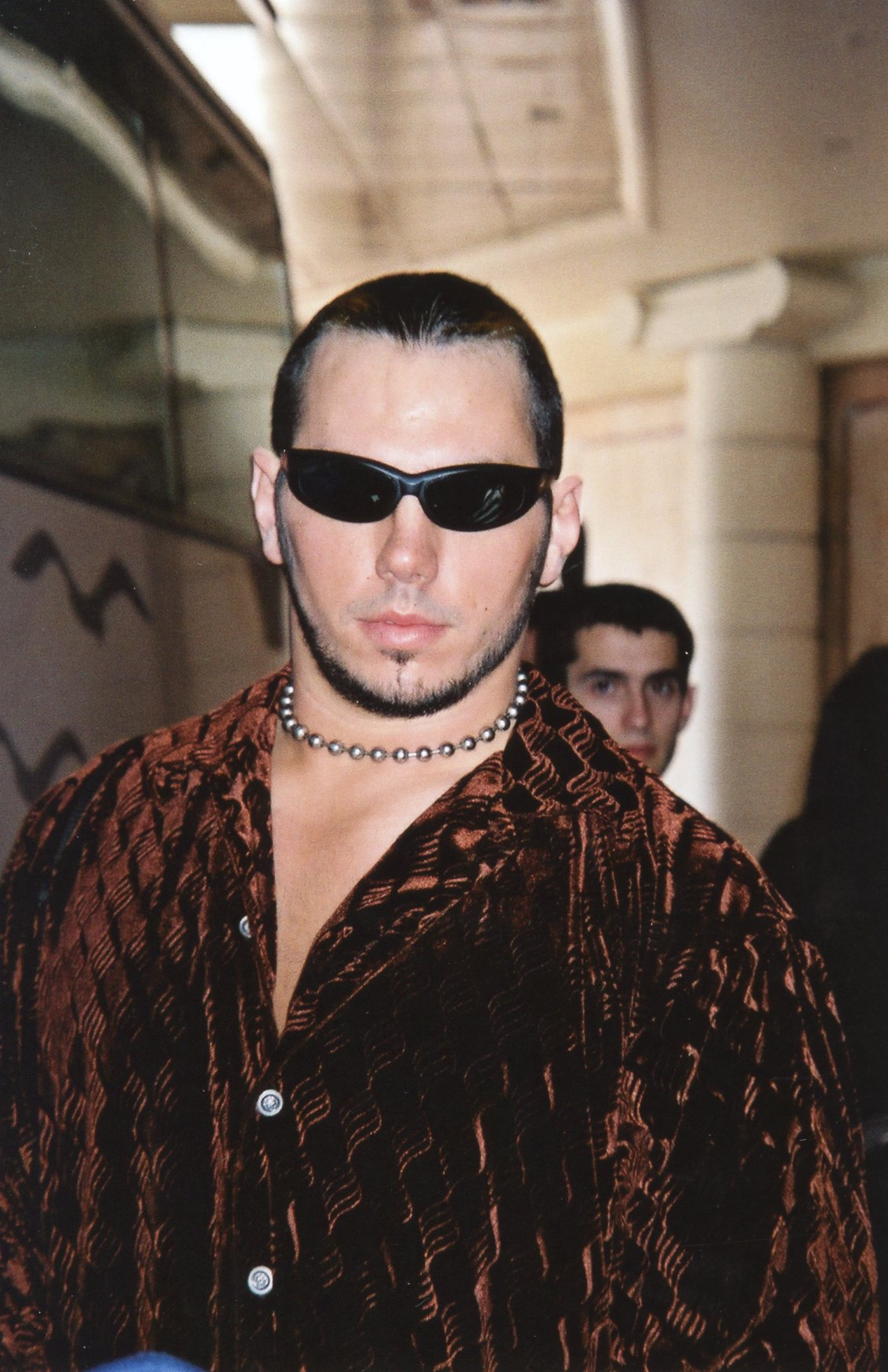
Hardy in 1999

Hardy, junto com seu irmão Jeff e amigos, começaram sua própria federação, a Trampoline Wrestling Federation (TWF) e imitou os movimentos que viram na televisão. Pouco depois de Hardy enviar uma fita para o World Championship Wrestling (WCW) Desafio Amador usando o nome de ringue High Voltage, uma dupla chamada High Voltage começou a competir na WCW, fazendo com que Hardy mudasse seu nome para Surge.[carece de fontes?] Alguns anos depois, foi revelado a ele por Chris Kanyon que a fita havia sido mantida na WCW Power Plant, assistida várias vezes, e que o nome High Voltage foi descaradamente roubado dela.[carece de fontes?] A partir de 1994, The Hardys lutou por várias promoções de circuitos independentes na Carolina do Norte e adaptou vários alter-egos. Como The Wolverine, Hardy conquistou o Campeonato da New England Wrestling Alliance (NEWA) em maio de 1994. Como High Voltage, ele se juntou a Venom para conquistar o Campeonato de Duplas da New Frontier Wrestling Association (NFWA) em março de 1995. Um mês depois, High Voltage derrotou o Willow pelo Campeonato da NFWA Championship.
Em 1997, Matt e Jeff criaram sua própria promoção de luta livre, The Organization of Modern Extreme Grappling Arts (frequentemente abreviada para OMEGA Championship Wrestling, ou simplesmente OMEGA), na qual Matt competiu sob o nome de High Voltage. Tanto Matt como Jeff desmontaram o ringue e voltaram a montá-lo em todos os eventos que tiveram, enquanto Matt costurava todos os fatos usados na OMEGA. A promoção foi encerrada em outubro de 1999, depois que Matt e Jeff assinaram com a World Wrestling Federation.

### World Wrestling Federation/Entertainment

#### Primeiros anos (1994–1998)
Hardy trabalhou como intermediário para a World Wrestling Federation (WWF) de 1994 até assinar um contrato em tempo integral em 1998. Sua primeira luta na WWF foi contra Nikolai Volkoff no episódio de 23 de maio de 1994 do Monday Night Raw, que ele perdeu por submissão. Uma noite depois, em uma gravação do WWF Wrestling Challenge, ele perdeu uma luta contra Owen Hart. Ele continuou a lutar esporadicamente na WWF ao longo de 1994 e 1995, perdendo lutas contra Crush, Razor Ramon, Hakushi, Owen Hart, o impostor Undertaker, Hunter Hearst Helmsley e "The Ringmaster" Steve Austin.
Hardy se juntou a Jeff pela primeira vez na WWF em 1996, perdendo para equipes como The Smoking Gunns e The Grimm Twins na televisão da WWF. Matt e Jeff tiveram uma rivalidade de curta duração com The Headbangers (Thrasher e Mosh), perdendo para a dupla duas vezes em 1997. Foi nessa época que Matt e Jeff experimentaram nomes de ringue diferentes, em um estágio sendo chamado de Ingus (Matt) e Wildo Jinx (Jeff). Na última partida de simples de Matt para a promoção antes de assinar um contrato em tempo integral, ele perdeu para Val Venis em uma gravação de Shotgun em 1998.

#### The Hardy Boyz (1998–2001)
Não foi até 1998, no entanto, (no auge da The Attitude Era) que os irmãos Hardy receberam contratos em tempo integral da WWF e foram enviados para treinar com o ex-lutador Dory Funk Jr.[carece de fontes?] The Hardy Boyz usavam um estilo de voo alto e rápido em suas lutas, muitas vezes pulando de grandes alturas para causar danos a seus oponentes (e a si mesmos no processo). Em 1999, enquanto rivalizava com Edge e Christian, a dupla escolheu brevemente Michael Hayes como empresário.[carece de fontes?]
No King of the Ring, The Hardyz derrotou Edge e Christian para ganhar o desafiante número 1 pelo Campeonato de Duplas da WWF. Em 5 de julho, eles derrotaram The APA para ganhar seu primeiro Campeonato de Duplas. Eles logo despejaram Hayes e brevemente pegaram Gangrel como gerente, depois que Gangrel traiu Edge e Christian. No No Mercy, The Hardyz derrotou Edge e Christian na primeira luta de escadas de duplas. No Royal Rumble, The Hardyz derrotou The Dudley Boyz na primeira luta de mesas de duplas de todos os tempos. Eles competiram contra The Dudley Boyz e Edge e Christian pelo Campeonato de Duplas na WrestleMania 2000 na primeira luta de escadas triple threat de duplas, mas não tiveram sucesso.

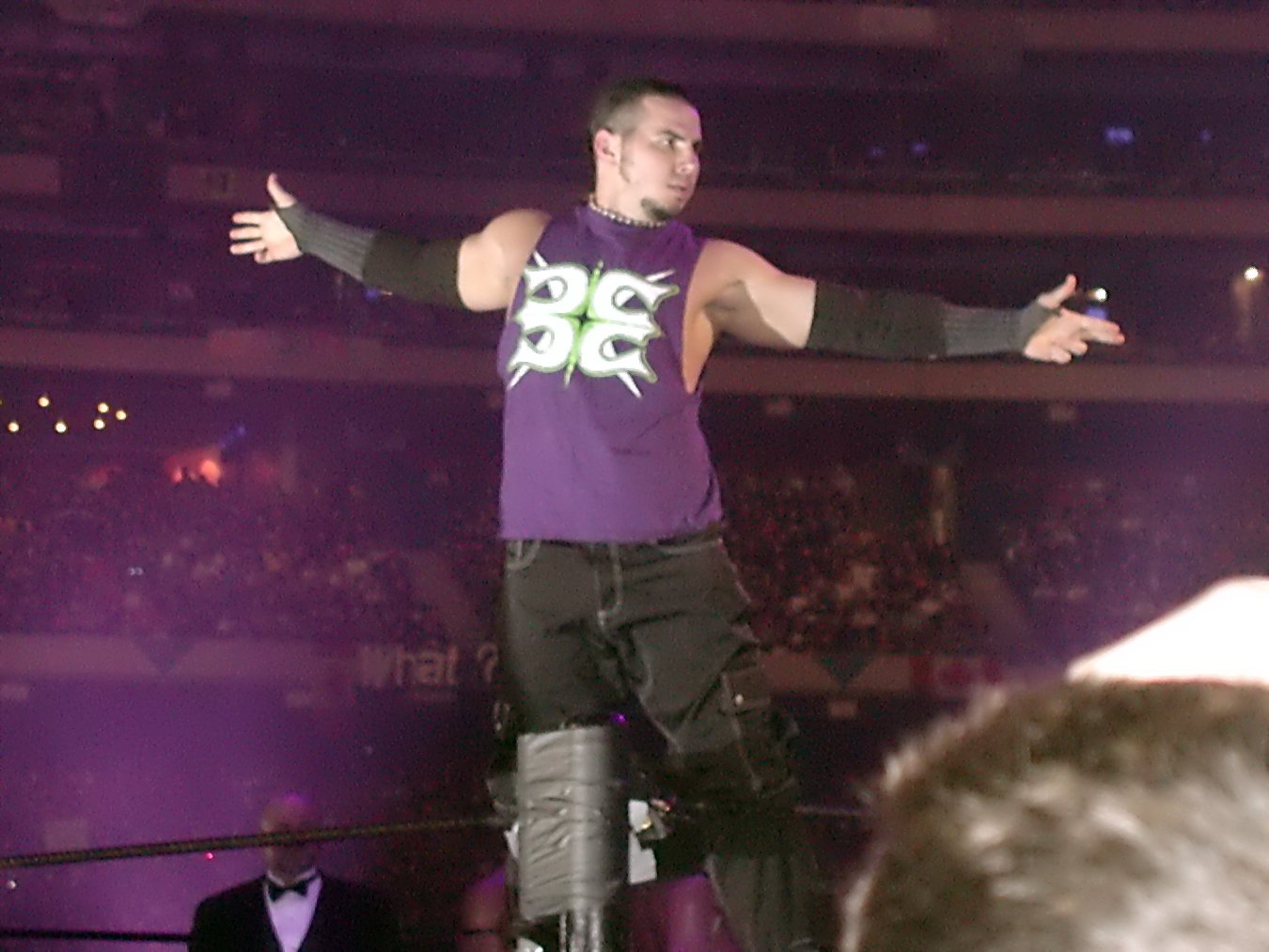
Hardy fazendo sua entrada no WrestleMania X8 como parte do The Hardy Boyz

Hardy ganhou o Campeonato Hardcore em 24 de abril de 2000, no Raw Is War, derrotando Crash Holly, mas perdeu de volta para Holly três dias depois no SmackDown!, quando Holly aplicou a "regra 24/7" durante a defesa do título de Hardy contra Jeff. Os Hardy Boyz então encontraram um novo empresário na namorada de Matt na vida real, Lita. Juntos, os três ficaram conhecidos como "Team Xtreme".
Os Hardy Boyz competiram na primeira luta Tables, Ladders, and Chairs, pelo Campeonato de Duplas da WWF contra The Dudley Boyz e Edge e Christian, mas não tiveram sucesso. No Unforgiven, The Hardyz derrotou Edge e Christian em uma luta em uma jaula de aço para ganhar o título de duplas, e o manteve com sucesso na noite seguinte no Raw Is War contra Edge e Christian em uma luta de escadas.
Em abril de 2001, The Hardyz começou a rivalizar com Stone Cold Steve Austin e Triple H (conhecido como The Power Trip), o que também levou a um impulso individual para Matt e Jeff. Hardy ajudou Jeff a derrotar Triple H pelo Campeonato Intercontinental, e logo após Hardy derrotar Eddie Guerrero para ganhar o Campeonato Europeu no SmackDown!. No Backlash, ele manteve o título contra Guerrero e Christian em um combate triplo, e contra Edge na noite seguinte no Raw.
Ao longo do ano, os Hardy Boyz continuaram a vencer como uma dupla, ganhando os títulos de duplas da WWF mais duas vezes, e o Campeonato de Duplas da WCW durante The Invasion. No final do ano, os Hardy Boyz começaram uma história em que estavam tendo problemas para coexistir. Isso culminou em uma luta entre os dois, com Lita como árbitra convidada, no Vengeance pay-per-view, que Jeff venceu. Hardy derrotou Jeff e Lita na noite seguinte no Raw em uma luta de handicap dois contra um.

#### Gimmick Versão 1 e rivalidade com Kane (2002–2004)
No início de 2002, parecia que o Team Xtreme havia consertado as coisas. Após a extensão da marca, no entanto, Matt foi rebaixado para o Heat enquanto Jeff lutava no show principal, Raw. No Raw de 12 de agosto, Hardy se tornou um vilão ao atacar Jeff durante a luta de Jeff contra Rob Van Dam, porque Hardy estava frustrado por não receber uma luta contra Van Dam pelo desafiante número um pelo Campeonato Intercontinental. Pouco tempo depois, Hardy se juntou ao SmackDown!, e começou a apelidar-se de "Matt Hardy: Versão 1", completo com um sinal de mão "versão 1". Hardy derrotou The Undertaker nos episódios de 12 de setembro e 3 de outubro do programa, devido à interferência de Brock Lesnar.

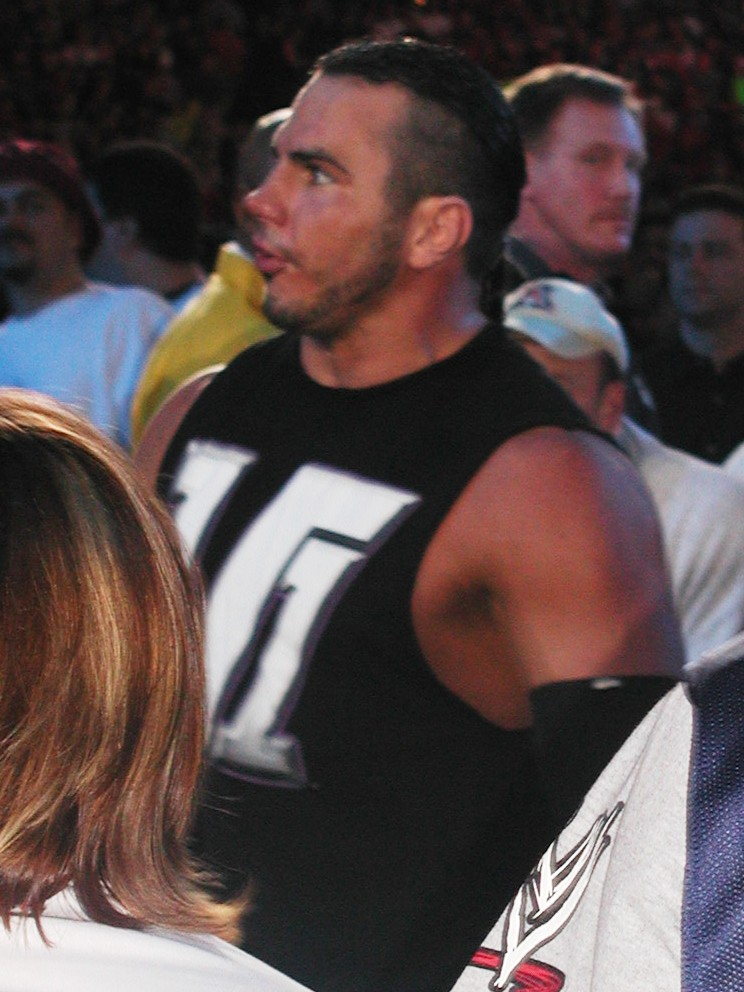
Hardy under his Version 1 gimmick outside of the ring at WrestleMania XIX

Junto com seu seguidor Mattitude Shannon Moore em seu corner, 2003 começou com Hardy freneticamente tentando perder peso para ficar abaixo do limite de peso de 215 lb (98 kg) para competir pelo Campeonato Cruiserweight. Depois de apenas ganhar peso, Hardy derrotou Billy Kidman no No Way Out para ganhar o título Cruiserweight. Na WrestleMania XIX, ele a defendeu com sucesso contra Rey Mysterio. Hardy perdeu o Campeonato Cruiserweight para Mysterio no evento principal do episódio de 5 de junho do SmackDown! - a primeira e única vez que uma luta pelo Campeonato Cruiserweight teve no evento principal do show.
Depois de perder o Campeonato Cruiserweight, Hardy brevemente rivalizou com Eddie Guerrero, mas não teve sucesso em capturar o Campeonato dos Estados Unidos de Guerrero ou o Campeonato de Duplas da WWE. A facção Mattitude então se expandiu para incluir Crash Holly como o "Moore-on" de Moore (aprendiz). Mais tarde, ele se desfez do grupo em novembro e retornou ao Raw para poder viajar e trabalhar com sua então namorada Lita, que acabou de voltar de uma lesão. Em sua primeira noite de volta, ele virou contra Lita no enredo depois de provocar uma proposta para ela. Ele derrotou Christian, que estava competindo pelo afeto de Lita, na edição seguinte do Raw.
Em abril de 2004, Hardy salvou Lita de ser atacada por Kane, virando face no processo. Hardy derrotou Kane em uma luta sem desqualificação no Vengeance, mas perdeu uma luta "Till Death To Us Part" contra Kane no SummerSlam, resultando em Lita sendo forçada a se casar com Kane. No Raw de 23 de agosto, Hardy foi estrangulado do palco por Kane durante o casamento. Hardy então passou quase um ano fora do wrestling devido a uma grave lesão no joelho.

#### Saída e aparições esporádicas (2005)
Junto com seu amigo Rhyno, Hardy foi liberado pela WWE em 11 de abril de 2005. A libertação de Hardy foi em grande parte devido à conduta não profissional com as mídias sociais depois de descobrir que Lita estava tendo um caso na vida real com seu melhor amigo Edge. O conhecimento público do caso e a libertação de Hardy levaram Edge e Lita a receber vaias da multidão nos eventos da WWE, muitas vezes resultando em gritos de "Você ferrou Matt!" e "Queremos Matt!", O que significava que as histórias do kayfabe eram afetadas, considerando que Lita era casada com Kane na época em kayfabe. Edge e Lita usaram o caso e a reação dos fãs para se tornarem um odiado casal na tela, o que levou Lita a virar heel pela primeira vez em mais de cinco anos.
Os fãs começaram uma petição na internet, querendo que a WWE recontratasse Hardy, e acumularam mais de quinze mil assinaturas. Hardy lançou duas vinhetas promocionais de personagens, que ele planejava usar antes de ser oferecido um novo contrato pela WWE. Hardy chamou a si mesmo de The Angelic Diablo com o slogan "a cicatriz se tornará um símbolo" em referência à maneira como ele foi tratado por Lita e pela WWE. No episódio de 20 de junho do Raw, durante o casamento de Edge e Lita, a música e o vídeo de entrada de Hardy foram tocados quando o padre perguntou se alguém tinha uma razão pela qual Edge e Lita não deveriam se casar.

### Circuito independente e Ring of Honor (2005)
Após seu despedimento na WWE, Matt retornou ao circuito independente e lutou várias lutas pela Allied Powers Wrestling Federation (APWF), International Wrestling Cartel (IWC) e Big Time Wrestling (BTW).
Hardy apareceu em um evento programado da Ring of Honor (ROH) em 16 de julho de 2005, em Woodbridge, Connecticut, onde derrotou Christopher Daniels por finalização. Hardy também cortou uma breve promo de filmagem onde criticou a WWE e John Laurinaitis. Após seu retorno oficial à WWE, Hardy foi recebido com reação após uma luta com Homicide dos fãs em um evento subsequente da ROH, que Hardy venceu. No dia seguinte, em sua última aparição na ROH, ele perdeu para Roderick Strong.

### Retorno a WWE

#### Rivalidade com Edge (2005–2006)

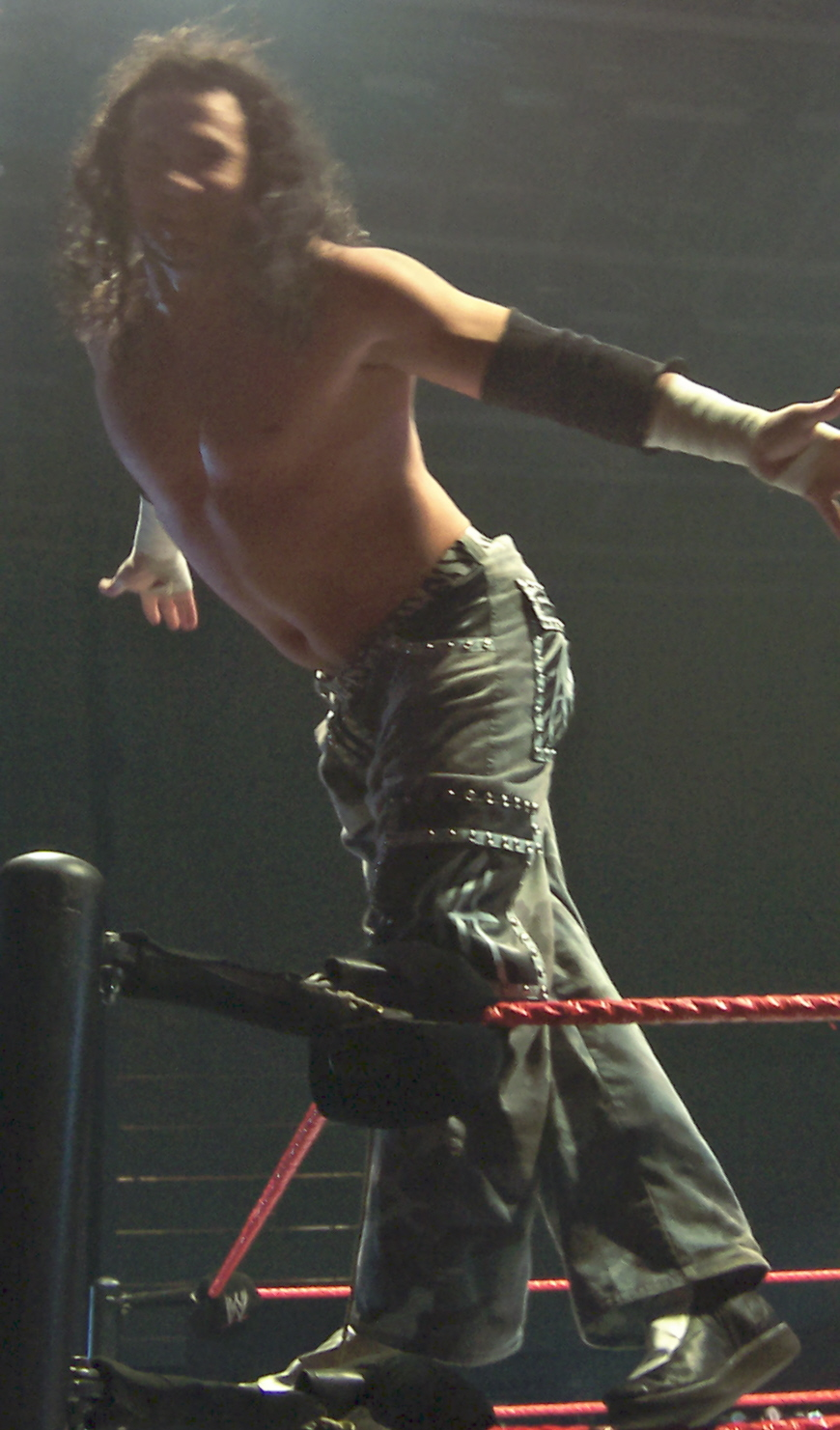
Hardy during a Raw live event held in Bremen, Germany in 2007

Em 11 de julho de 2005, no Raw, Hardy atacou Edge nos bastidores e novamente durante a luta de Edge com Kane. Antes de ser escoltado para fora do prédio pela segurança, Hardy afirmou que Edge (chamando-o por seu nome "Adam") e Lita pagaria por suas ações e disse aos fãs que eles poderiam vê-lo no Ring of Honor enquanto funcionários de segurança e funcionários do evento tentavam contê-lo ele fora da arena. Isso causou um alvoroço entre os fãs, que ficaram confusos e se perguntaram se a coisa toda era um trabalho ou uma filmagem. Ocorrências semelhantes se repetiram durante as duas semanas seguintes.
No episódio de 1º de agosto do Raw, Vince McMahon anunciou oficialmente o retorno de Hardy à WWE, acrescentando que Hardy enfrentaria Edge no SummerSlam. Hardy fez seu retorno no ringue, derrotando Snitsky no Raw de 8 de agosto. Segundos após a vitória, Hardy foi atacado por Edge e, enquanto estava sendo carregado para os bastidores, Matt contra-atacou Edge no vestiário. Em 21 de agosto no SummerSlam, a luta terminou prematuramente quando Edge derrubou Hardy no topo de um poste do ringue, fazendo-o sangrar muito. O árbitro encerrou a luta alegando que Hardy não poderia continuar, e Edge foi declarado vencedor. Após o SummerSlam, os dois continuaram brigando no Raw, incluindo um Street Fight em 29 de agosto que resultou em Hardy realizando um Side Effect em Edge no palco de entrada e em equipamentos elétricos abaixo; a partida terminou em no contest. No Unforgiven, Edge enfrentou Hardy em uma luta em uma jaula de aço. Hardy pegou uma interferência de Lita com o Twist of Fate e venceu a luta com uma queda de perna do topo da jaula. Hardy e Edge se enfrentaram em 3 de outubro no WWE Raw Homecoming em uma luta de escadas do Loser Leaves Raw. A maleta de Edge segurando seu contrato do Money in the Bank para sua oportunidade pelo Campeonato da WWE foi suspensa acima do ringue. O vencedor da partida recebeu o contrato e o perdedor foi forçado a deixar o Raw. Edge amarrou os braços de Hardy nas cordas, e Lita prendeu Hardy em um crucifixo, deixando Hardy apenas capaz e assistir Edge vencer.

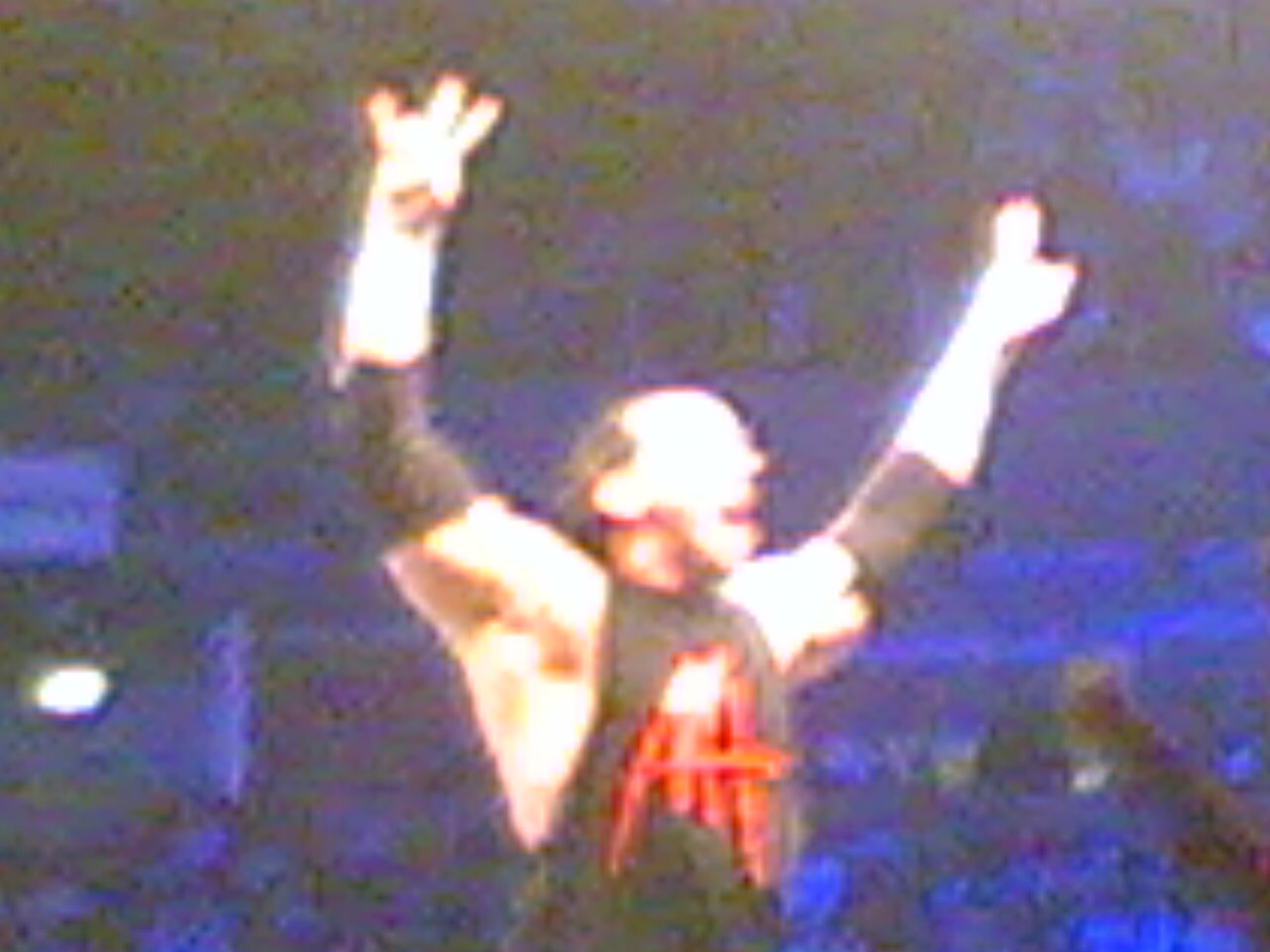
Hardy during WWE's Eddie Guerrero tribute tour in 2005

Com sua derrota nas mãos de Edge, Hardy foi transferido para o SmackDown! onde ele re-estreou com uma vitória sobre Simon Dean em 21 de outubro em Reno, Nevada. Uma semana depois, Hardy ganhou o voto dos fãs para representar o Team SmackDown! (ao lado de Rey Mysterio) para desafiar o Team Raw (Edge e Chris Masters) no Taboo Tuesday. Edge, no entanto, recusou-se a lutar e enviou Snitsky no lugar dele na luta, que Hardy e Mysterio venceram.
De volta ao SmackDown!, Hardy começou uma rivalidade com MNM (Johnny Nitro e Joey Mercury) e sua empresária Melina quando Melina se aproximou de Hardy, aparentemente querendo que Hardy se juntasse a sua equipe. Hardy recusou a oferta, o que o levou a enfrentar a dupla em várias ocasiões com uma variedade de parceiros. Em 25 de julho, após o SmackDown!, Hardy foi retirado de ação depois que os médicos encontraram os restos da infecção por estafilococos que o atormentava no ano anterior. Ele ficou de fora até 25 de agosto, enquanto se recuperava.
Após seu retorno à ação, Hardy rivalizou com o amigo de infância e atual Campeão Cruiserweight Gregory Helms. No No Mercy, em seu estado natal, Hardy venceu Helms em uma luta sem título. Os dois se encontraram novamente no Survivor Series, onde a equipe de Hardy venceu. Eles lutaram uma luta final, uma aparição única na promoção Pro Wrestling Alliance (PWA) de Booker T, onde Hardy derrotou Helms em uma North Carolina Street Fight.

#### Reunião dos Hardys Boyz (2006–2007)

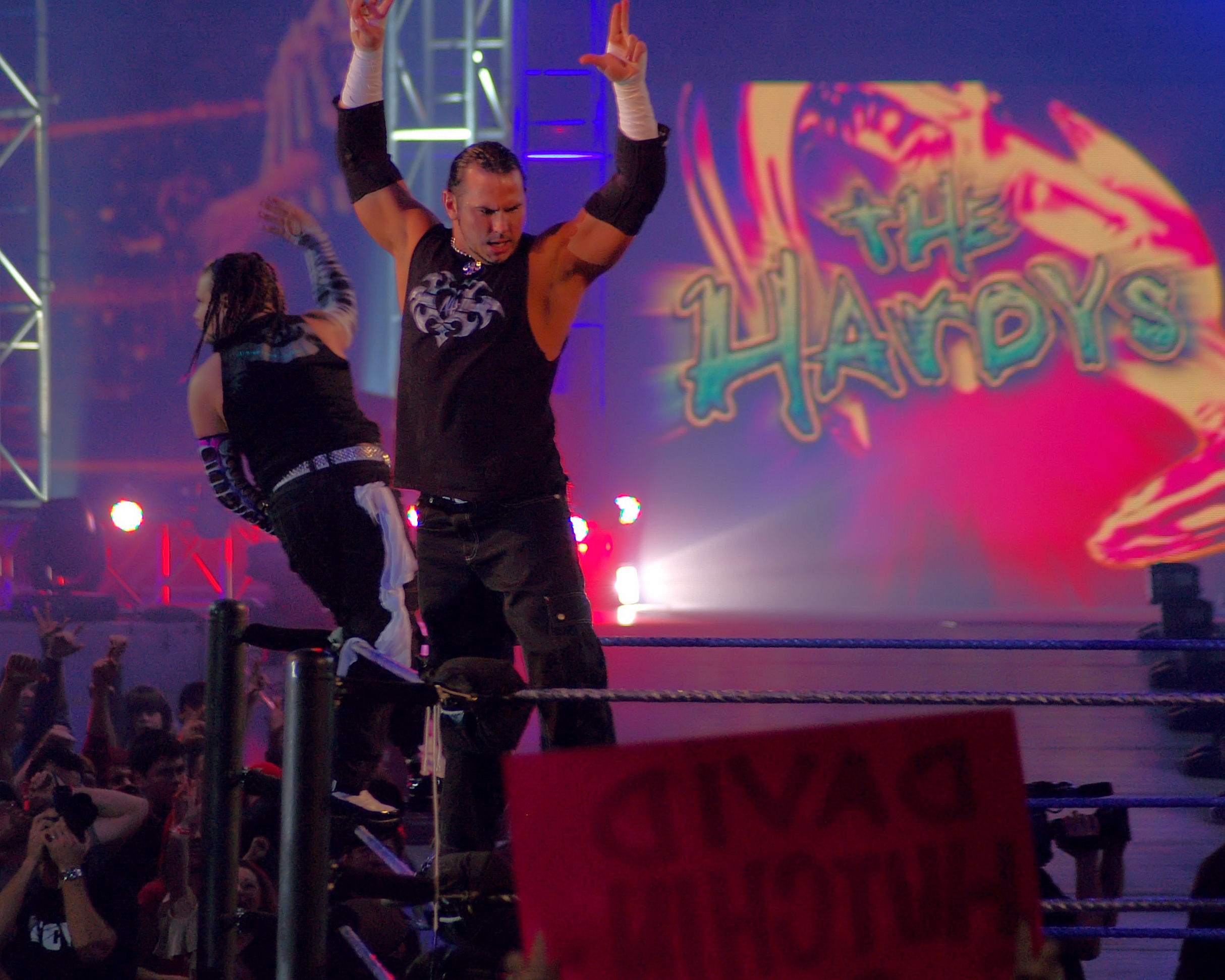
Jeff (far left) and Matt (front) making their entrances at December to Dismember in 2006

No episódio de 21 de novembro de 2006 da ECW no Sci Fi, Hardy e Jeff competiram juntos pela primeira vez em quase cinco anos, derrotando The Full Blooded Italians. No December to Dismember, os Hardy Boyz lançaram um desafio aberto para qualquer dupla que quisesse enfrentá-los. O MNM respondeu ao seu desafio reunindo-se no December to Dismember, uma luta vencida pelos Hardy Boyz. No Armageddon, Hardy e Jeff competiram contra Paul London e Brian Kendrick, MNM, e Dave Taylor e William Regal em uma luta de escadas pelo Campeonato de Duplas da WWE, mas perderam. Posteriormente, ele e Jeff rivalizaram com MNM após o incidente legítimo onde eles feriram o rosto de Mercury no Armageddon. Isso levou a uma rivalidade de longo prazo, e no Royal Rumble, Hardy e Jeff derrotaram MNM. Mercury e Hardy continuaram a rivalizar no SmackDown! até que Mercury foi liberado da WWE em 26 de março.
Na noite seguinte a WrestleMania 23 no Raw, os Hardys competiram em uma battle royal de 10 equipes pelo Campeonato Mundial de Duplas. Eles ganharam os títulos pela sexta vez do então Campeão da WWE John Cena e Shawn Michaels após a última eliminação de Lance Cade e Trevor Murdoch. Isso começou uma rivalidade com Cade e Murdoch, e os Hardys mantiveram com sucesso seu Campeonato Mundial de Duplas em sua primeira defesa de título no Backlash. Os Hardy Boyz também mantiveram com sucesso seus títulos no Judgment Day contra Cade e Murdoch. Um mês depois, no One Night Stand, eles derrotaram The World's Greatest Tag Team para manter os títulos em uma luta de escadas. Na noite seguinte no Raw, Vince McMahon exigiu que os Hardys mais uma vez defendessem seus títulos contra Cade e Murdoch. Os Hardys foram derrotados depois que Murdoch empurrou o pé de Jeff para fora da corda inferior durante o pinfall de Cade, fazendo com que a contagem de três continuasse. Eles invocaram sua cláusula de revanche contra Cade e Murdoch no Vengeance: Night of Champions, mas não tiveram sucesso.

#### Rivalidade com MVP e reinados de campeonato (2007–2009)

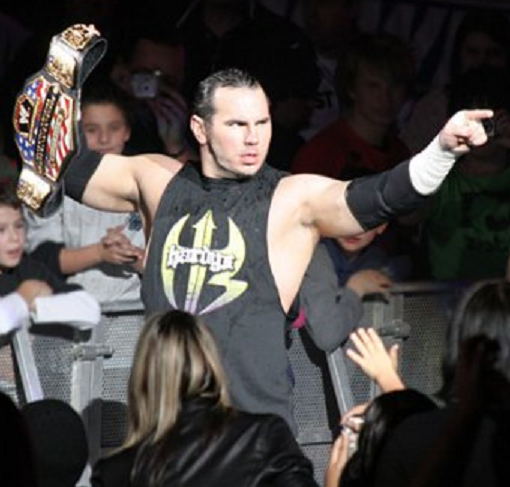
Hardy as United States Champion in 2008

Em 6 de julho de 2007 no episódio do SmackDown!, Hardy venceu uma luta sem título contra o Campeão dos Estados Unidos Montel Vontavious Porter (MVP), que resultou em uma rivalidade entre os dois. Hardy foi derrotado por MVP no The Great American Bash pelo Campeonato dos Estados Unidos. MVP então alegou que ele era "melhor que Hardy em tudo", o que levou a uma série de disputas entre Hardy e MVP, como um jogo de basquete, um concurso de queda de braço e uma partida de xadrez em que MVP "espirrou" e arruinou quando Hardy o colocou em xeque. MVP desafiou Hardy para uma luta de boxe no Saturday Night's Main Event XXXV, no entanto, MVP foi legitimamente diagnosticado com a síndrome de Wolff-Parkinson-White, condição cardíaca. Como o MVP não pôde competir, Hardy enfrentou seu substituto, o ex-campeão mundial de boxe, Evander Holyfield. A luta terminou em no contest após MVP entrar no ringue para agredir verbalmente Holyfield, que então o nocauteou. MVP também desafiou Hardy para um concurso de cerveja no SummerSlam, mas como vingança pelo que aconteceu no SNME, Hardy permitiu que Stone Cold Steve Austin o substituísse; Austin simplesmente executou um stunner no MVP e continuou bebendo.
Depois de um segmento envolvendo MVP inadvertidamente escolhendo Hardy como seu parceiro de duplas, Theodore Long prontamente preparou uma luta contra Deuce 'n Domino pelo Campeonato de Duplas da WWE no episódio de 31 de agosto do SmackDown! que Hardy e MVP foram capazes de vencer, estabelecendo assim o primeiro reinado de Hardy como Campeão de Duplas da WWE. Hardy e MVP mantiveram os títulos no Unforgiven em uma revanche contra os ex-campeões Deuce 'n Domino. Hardy estava programado para enfrentar o MVP no Cyber Sunday, mas devido a uma lesão na cabeça na vida real sofrida no episódio de 26 de outubro do SmackDown!, ele não foi medicamente liberado para competir. Como parte do enredo, Hardy continuamente pediu a MVP uma chance pelo Campeonato dos Estados Unidos, mas MVP recusou afirmando que ele estava mais focado no Campeonato de Duplas.
No episódio de 16 de novembro do SmackDown!, Hardy e MVP perderam o Campeonato de Duplas da WWE para John Morrison e The Miz. Apesar do fato de Hardy ter se machucado, MVP imediatamente invocou a cláusula de revanche. Após a revanche, na qual Hardy foi forçado a desistir, MVP atacou Hardy, repetidamente mirando em seu joelho. Mais tarde foi confirmado pelo WWE.com que Hardy havia sofrido uma lesão nas mãos de seu ex-parceiro e que ele poderia não ser capaz de competir no Survivor Series. Apesar da ausência de Hardy no Survivor Series, sua equipe conseguiu vencer a partida. Em 21 de novembro, o site oficial da WWE informou que Hardy foi submetido a uma apendicectomia de emergência em Tampa, Flórida, após seu apêndice estourar. Hardy fez uma aparição no Raw de 31 de dezembro apoiando seu irmão Jeff. Para aprofundar o enredo de Jeff com Randy Orton, no entanto, Hardy foi atacado por Orton. Hardy fez seu retorno em um evento ao vivo em Muncie, Indiana, em 1º de março de 2008.
Em 30 de março de 2008, na WrestleMania XXIV, durante a luta Money in the Bank, Hardy cortou a multidão e atacou MVP para impedi-lo de vencer a luta. Ele fez seu retorno oficial no ringue na noite seguinte no Raw, perdendo uma luta indivdual para o Campeão da WWE Randy Orton. No episódio de 4 de abril do SmackDown, Hardy enfrentou o MVP em uma luta sem título, que ele venceu, reacendendo a rivalidade do enredo. Em 27 de abril de 2008, Hardy derrotou o MVP para ganhar o Campeonato dos Estados Unidos no Backlash, e manteve com sucesso seu título contra o MVP cinco dias depois no SmackDown.

Hardy se declarou um campeão de luta que enfrentaria todos os desafios, defendendo o Campeonato dos Estados Unidos contra Shelton Benjamin, Elijah Burke, Chuck Palumbo Mr. Kennedy, Chavo Guerrero e Umaga. Hardy foi convocado para a ECW em 23 de junho de 2008 no episódio do Raw durante o WWE Draft de 2008, tornando o Campeonato dos Estados Unidos exclusivo da ECW. Ele perdeu o Campeonato dos Estados Unidos para Shelton Benjamin no Great American Bash em 20 de julho de 2008, o que significou que o título voltou ao SmackDown.

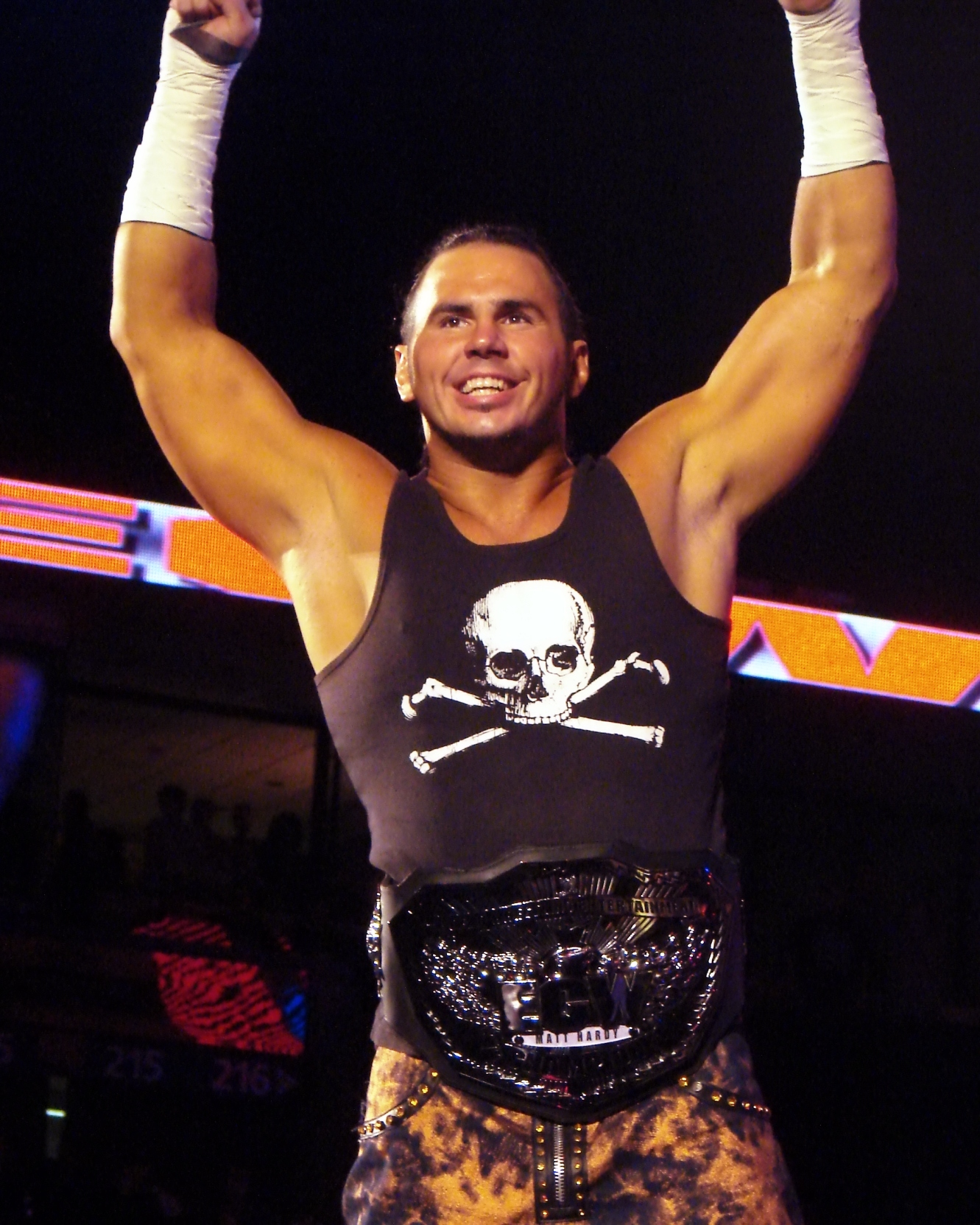
Hardy as ECW Champion in 2008

No episódio de 22 de julho da ECW, Hardy se tornou o desafiante número um pelo Campeonato da ECW de Mark Henry depois de derrotar John Morrison, The Miz e Finlay em uma luta fatal four-way. Ele ganhou a luta pelo título no SummerSlam por desqualificação devido à interferência do empresário de Henry, Tony Atlas, assim ele não conseguiu ganhar o título. Devido ao final da luta, Hardy recebeu uma revanche pelo título no próximo episódio da ECW, mas novamente não conseguiu ganhar o título quando Henry o derrotou após uma distração de Atlas. No Unforgiven, Hardy ganhou o Campeonato da ECW durante a Championship scramble match, derrotando o então campeão Henry, The Miz, Finlay e Chavo Guerrero ao imobilizar o Miz com três minutos restantes, marcando sua primeira vitória no campeonato mundial de pesos pesados. Ele continuou a rivalizar com Henry até No Mercy, onde Hardy manteve com sucesso o título. Hardy perdeu o título para Jack Swagger no episódio de 13 de janeiro de 2009 da ECW, que foi gravado em 12 de janeiro.

#### Rivalidade com Jeff e saída (2009–2010)
No Royal Rumble de 2009, após perder uma revanche pelo Campeonato da ECW para Swagger, Hardy se voltou contra seu irmão quando ele acertou Jeff com uma cadeira de aço, permitindo que Edge ganhasse o Campeonato da WWE, virando heel no processo. No episódio de 27 de janeiro de 2009 da ECW, foi anunciado pelo gerente geral Theodore Long que Hardy havia solicitado, e recebido, sua liberação da ECW e havia re-assinado com a marca SmackDown. Como parte da preparação para essa briga, Matt deu a entender fortemente que ele era responsável por todos os acidentes de Jeff desde novembro, incluindo um ataque em uma escada de hotel que impediu Jeff de aparecer no Survivor Series, um acidente automobilístico onde o carro de Jeff saiu da estrada, e um mau funcionamento pirotécnico onde parte da pirotecnia da entrada de Jeff foi disparada diretamente em Jeff, na tentativa de impedir Jeff de segurar o Campeonato da WWE. Apesar das tentativas de Hardy de incitar Jeff a lutar contra ele, Jeff se recusou a lutar contra seu irmão, mas, no episódio de 6 de março do SmackDown, Jeff o atacou durante uma promoção onde Matt insinuou que ele também era responsável pelo incêndio que incendiou a casa de Jeff. chegando ao ponto de revelar que ele tinha em sua posse uma coleira de cachorro que supostamente pertencia ao cachorro de Jeff, Jack (que morreu no incêndio), que ele alegou ter recuperado dos destroços da casa. Na WrestleMania 25, Matt derrotou Jeff em uma luta Extreme Rules, e em uma luta de maca no episódio seguinte do SmackDown.
No episódio de 13 de abril do Raw, Hardy foi convocado para o Raw como parte do draft da WWE. Apesar do fato de que os dois estavam em marcas diferentes, ele continuou sua rivalidade com Jeff. Duas semanas depois, em uma revanche da WrestleMania, Hardy perdeu para Jeff em uma luta "I Quit" no Backlash, na qual ele legitimamente quebrou a mão.
Hardy continuou a lutar com a mão engessada, incorporando-a em sua personalidade e alegando que estava lutando sob protesto. Ele reacendeu sua rivalidade com MVP no Raw pelo Campeonato dos Estados Unidos. Ele também formou uma dupla com William Regal, e os dois atuaram como capangas da General Manager Vickie Guerrero. Na gravação do WWE Superstars em 22 de junho, Hardy sofreu mais uma lesão, quando seus intestinos atravessaram sua parede abdominal, durante uma luta triple threat contra MVP e Kofi Kingston. Hardy havia sofrido uma ruptura no músculo abdominal dois anos antes, mas não precisou de cirurgia até que piorou e se tornou um perigo para sua saúde.
Ele foi então negociado de volta para a marca SmackDown em 29 de junho, e passou por uma cirurgia para o músculo abdominal rasgado em 2 de julho. Ele fez seu retorno no episódio de 7 de agosto do SmackDown como o árbitro convidado especial na luta pelo Campeonato Mundial de Pesos Pesados entre seu irmão, Jeff, e CM Punk, e ajudou Jeff a manter o campeonato contando o pinfall. Na semana seguinte Hardy virou face novamente quando salvou seu irmão quando CM Punk e The Hart Dynasty atacaram Jeff e John Morrison. No episódio de 21 de agosto do SmackDown, depois de se desculpar por suas ações passadas em relação a Jeff e admitir que não estava por trás de nenhum dos acidentes de Jeff, ele teve sua primeira luta de volta após sua lesão quando se juntou a Jeff e John Morrison para derrotar The Hart Dynasty. e CM Punk, quando Matt derrotou Punk.

## No wrestling

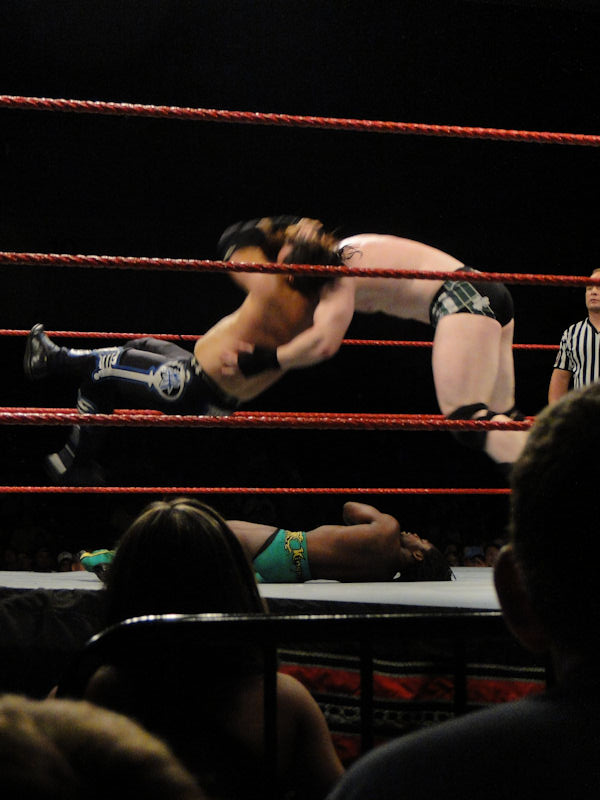
Hardy aplicando o Twist of Fate em Sheamus.

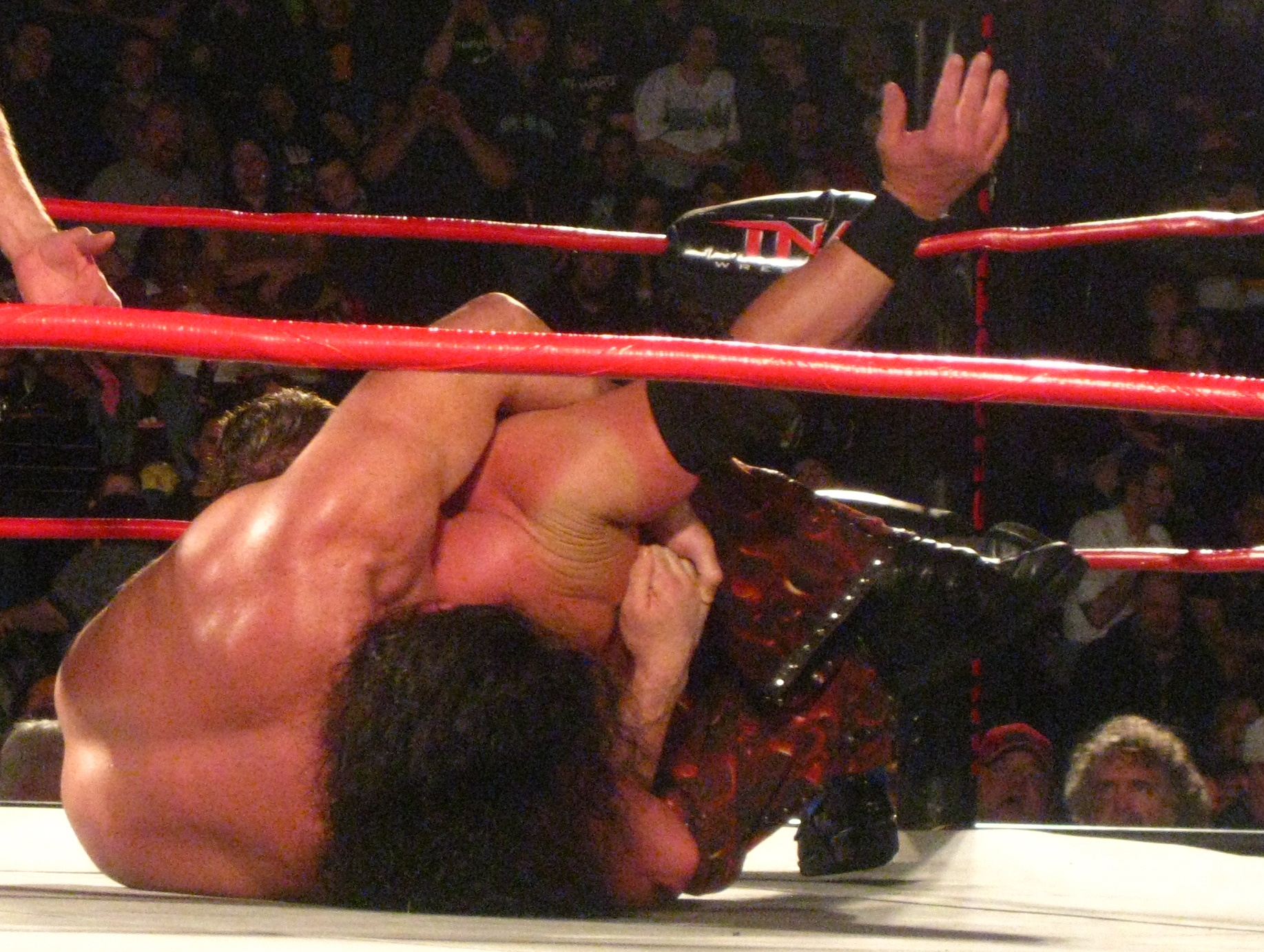
Hardy aplicando o Ice Pick em A.J. Styles em 2011.

- Movimentos de finalização
  - Twist of Fate[7] (WWF/E / TNA) / Twist of Hate[84] (TNA) (Front facelock cutter, às vezes da corda superior)
  - Ice Pick[85] (TNA) / White Light Experience[86] (Circuito independente) (Double underhook com bodyscissors)[87][88][89]
- Movimentos secundários
  - Corner clothesline seguido por um running bulldog[90]
  - Corner sitout powerbomb[91]
  - Diving elbow drop,[92] com teatralidade[93]
  - Diving leg drop, com teatralidade[94][95]
  - Forearm smash[96]
  - Inverted DDT[97][98]
  - Moonsault[99][100]
  - Northern Lights suplex[101]
  - Ricochet[5] (Belly to back suplex levantando e caindo com um elbow drop na barriga do adversário) – 2003
  - Russian legsweep[96]
  - Side Effect[5] (Sitout side slam)
  - Splash Mountain[5] (Sitout crucifix powerbomb)
- Managers
  - Michael Hayes[102]
  - Terri Runnels[103]
  - Gangrel[104]
  - Lita[105]
  - Ric Flair[106]
  - Reby Sky
  - Maria Kanellis
- Alcunhas
  - "Version 1 (V1)"[107](WWE)
  - "The Sensei of Mattitude"[108][109](WWE)
  - "The Angelic Diablo"[110][111](WWE)
  - "The Man Who Will Not Die"[112](WWE)
  - "Woken" (WWE)[113][114]
  - "(Arguably) Everyone's Favorite Wrestler"[115](WWE)
  - "The (self-proclaimed) Icon"[116][117](ROH)
- Temas de entrada
  - "Loaded" por Zack Tempest[118] (WWF/E / Circuito independente; usado enquanto fazia dupla com seu irmão Jeff)
  - "Live for the Moment" por Monster Magnet (WWF/E; 2002-18 de julho de 2010)
  - "Another White Lie" por Voodoo Johnson (ROH)
  - "Rogue and Cold Blooded" por Dale Oliver (TNA; 9 de janeiro de 2011 – 20 de agosto de 2011) [119]
  - "Immortal Theme" por Dale Oliver (TNA; usado enquanto parte do Immortal)[120]
  - "Unbroken (Hotel Baby)" por Monster Magnet (Circuito independente)
  - "Reptillian" por Jeff Hardy e Dale Oliver (TNA; usado enquanto fazia dupla com seu irmão Jeff)
  - "Woken" por CFO$ (8 de Janueiro de 2018 - Presente)[121]

## Títulos e prêmios
- Future Stars of Wrestling

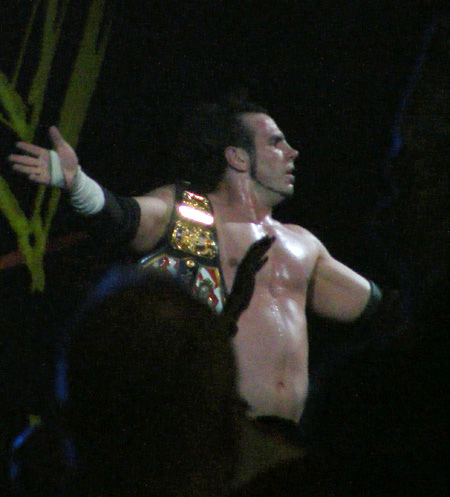
Hardy como campeão dos Estados Unidos da WWE.

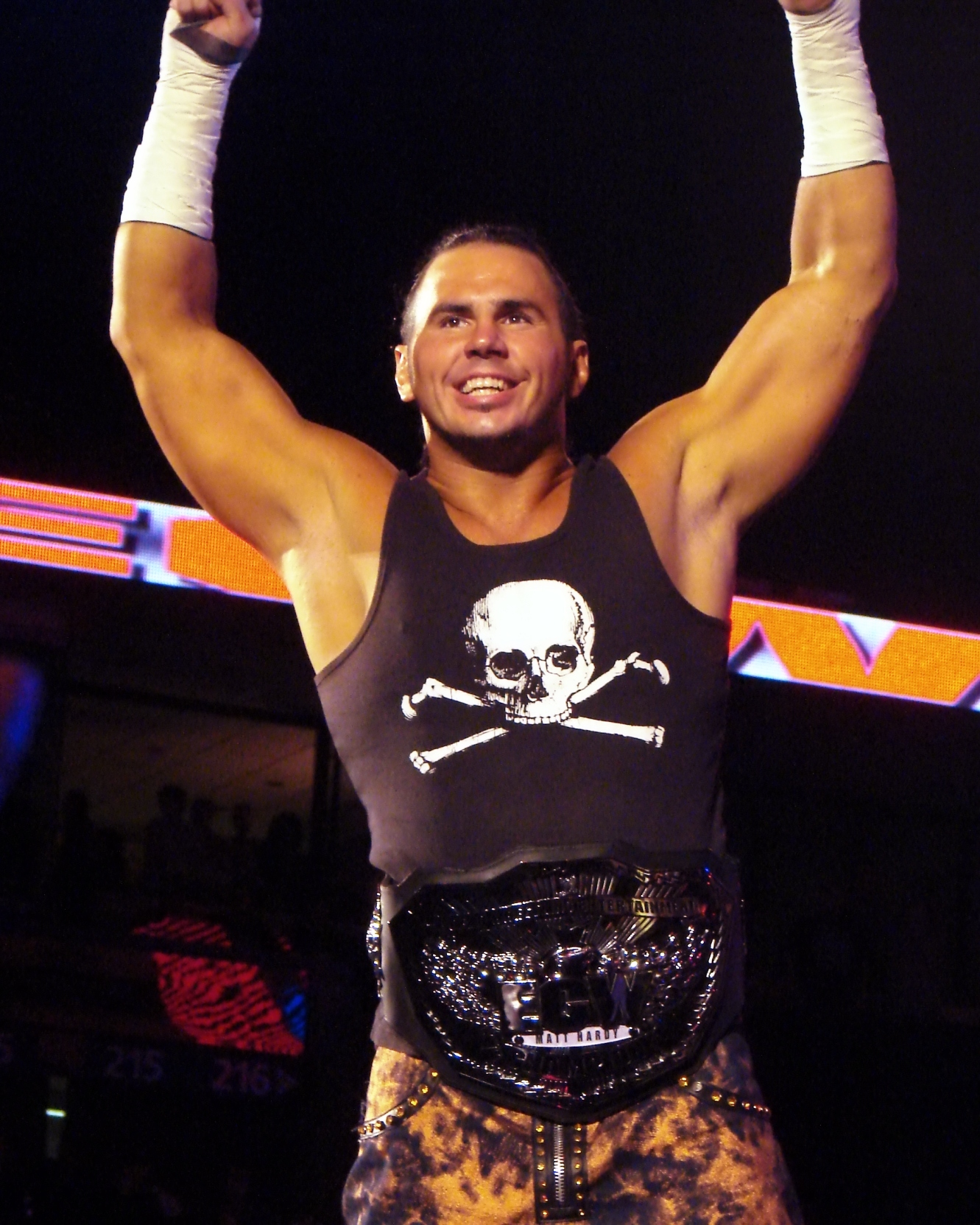
Hardy com o ECW Championship em 2008.

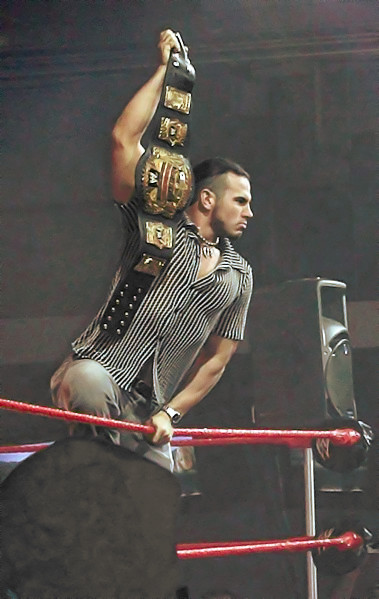
Hardy como campeão dos pesos-leves da WWE em 2002.

  - FSW Heavyweight Championship (1 vez)[122][123]
- Maryland Championship Wrestling
  - MCW Heavyweight Championship (1 vez)[124]
  - Extreme Rising World Championship (1 vez)
- National Championship Wrestling
  - NCW Heavyweight Championship (1 vez)[5]
- New Dimension Wrestling
  - NDW Tag Team Championship (1 vez)1[125] – com Jeff Hardy
  - NDW Light Heavyweight Championship (1 vez)[5]
- New England Wrestling Alliance
  - NEWA Championship (1 vez)[5]
  - NEWA Hall of Fame (Classe de 2012)
- New Frontier Wrestling Association
  - NFWA Championship (1 vez)[2][5]
  - NFWA Tag Team Championship (1 vez)[5] – com Venom
- NWA 2000
  - NWA 2000 Tag Team Championship (1 vez)[5] – com Jeff Hardy
- Organization of Modern Extreme Grappling Arts
  - OMEGA Heavyweight Championship (1 vez)[126]
  - OMEGA Tag Team Championship (1 vez) – com Jeff Hardy[127]
- Pro Wrestling Illustrated
  - Rivalidade do Ano (2005)[128]vs. Edge e Lita
  - Luta do Ano (2000)[129] com Jeff Hardy vs. The Dudley Boyz e Edge e Christian em uma Triangle Ladder match no WrestleMania 2000
  - Luta do Ano (2001)[129] com Jeff Hardy vs. The Dudley Boyz e Edge and Christian em uma luta Tables, Ladders, and Chairs no WrestleMania X-Seven
  - Dupla do Ano (2000)[130] com Jeff Hardy
  - PWI o colocou na #17ª posição dos 500 melhores lutadores individuais em 2003[131]
- Pro Wrestling Syndicate
  - PWS Heavyweight Championship (1 vez)[6]
- Total Nonstop Action Wrestling
  - TNA World Heavyweight Championship (2 vezes)[132]
  - TNA World Tag Team Championship (1 vez) – com Jeff Hardy[133]
  - TNA World Tag Team Championship #1 Contenders Tournament (2014) – com Jeff Hardy[134]
- World Wrestling Federation / World Wrestling Entertainment
  - ECW Championship (1 vez)[135]
  - WCW Tag Team Championship (1 vez)[7] – com Jeff Hardy
  - WWF/World Tag Team Championship (6 vezes)[136] – com Jeff Hardy
  - WWE Tag Team Championship (3 vezes)[137] – com Montel Vontavious Porter (1), Jeff Hardy (1) e Bray Wyatt (1)
  - WWE United States Championship (1 vez)[138]
  - WWE Cruiserweight Championship (1 vez)[139]
  - WWF European Championship (1 vez)[140]
  - WWF Hardcore Championship (1 vez)[141]
  - André the Giant Memorial Trophy (2018)
  - Terri Invitational Tournament[142] – com Jeff Hardy
  - Troféu do Bragging Rights (2009) – com Time Smackdown (Chris Jericho, R-Truth, Kane, Finlay e The Hart Dynasty (David Hart Smith e Tyson Kidd))
- WrestleCade
  - WrestleCade Heavyweight Championship (1 vez)[143]
- Wrestling Observer Newsletter
  - Melhor Personagem (2002)[144]
  - Pior Rivalidade do Ano (2004) com Lita vs. Kane[145]

1O título estava vago desde 1999 devido aos Hardy Boys serem contratados pela WWF e se tornaram inativos até que eles o defendessem.